# 安德洛尼卡一世 (特拉比松帝国)
安德洛尼卡一世·吉多斯（希臘語：Ανδρόνικος Α΄ Γίδος，？—1235年），特拉比松帝國皇帝。
安德洛尼卡一世是特拉比松開國皇帝阿歷克塞一世的女婿。當阿歷克塞一世於1222年去世後，安德洛尼卡一世奪得了皇位。同年，塞爾柱突厥人出兵圍攻特拉比松。但最终塞爾柱人兵敗，其君主被俘。安德洛尼卡一世與塞爾柱人達成協議，特拉比松不再臣服于塞爾柱人的羅姆蘇丹國。
不過特拉比松的獨立並沒有维持很久。由於安德洛尼卡一世與花剌子模蘇丹札蘭丁聯合同羅姆蘇丹國開戰，雙方原先的和约作廢。最終，羅姆蘇丹國獲勝，特拉比松帝國于1230年再次成為羅姆蘇丹國的附属國。
安德洛尼卡一世於1235年去世，其死後阿歷克塞一世之子约翰一世繼承了皇位。